# 科切拉音乐节
科切拉谷音乐艺术节（英語：Coachella Valley Music and Arts Festival），通常称作科切拉音乐节（英語：Coachella, Coachella Festival），是每年4月在美国加利福尼亚州印第奥市举行的音乐节，由美国安舒茨娱乐集团（AEG）旗下Goldenvoice主办，以强大的音乐阵容、多元化的音乐类型及音乐与时尚潮流的结合作为卖点，每年卖出超过20万张门票，是全球规模最大、最知名及盈利最高的音乐节，首届科切拉音乐节始于1999年，2001年开始为一年一度，2020及2021年因2019冠状病毒病疫情停办。

## 举办场地
位于美国加利福尼亚州南部的科罗拉多沙漠地区、距离洛杉矶280公里的印第奥是科切拉音乐节的常规举办城市。音乐节在占地78英亩的帝国马球俱乐部举行。考虑到用于停车和露营的土地，该活动占地约642英亩。1993年11月5日，摇滚乐队Pearl Jam首次在该地为近25000名粉丝现场表演，为音乐节埋下了种子。如今，该地由音乐节创始人保罗·托利特（Paul Tollett）与美国安舒茨娱乐集团共同持有。

## 历史
1999年10月9日到10日，在音乐公司Goldenvoice的保罗·托利特（Paul Tollett）、里克·凡·尚腾（Rick Van Santen）带领下，首届科切拉音乐节正式举行，主要阵容有贝克、工具乐队、讨伐体制乐团等。门票为50美元一天，第一天售出大约17000张票，第二天售出20000张票，没有达到70000人的总入场人数目标，主办方因此承担巨额亏损。Goldenvoice曾定于次年10月再度举行科切拉音乐节，但因资金不足取消，最终以700万美元价格被安舒茨娱乐集团（AEG）收购。
2001年4月，Goldenvoice决定复办科切拉音乐节，票价提高到了65美元，并缩短为一天进行，入场人数达32000。
2002年4月，科切拉音乐节恢复至一年举办一届，日期恢复为两天，以比约克和绿洲乐队领衔的约60组艺人参演，入场人数达55000。
2003年，科切拉音乐节首次提供2000多个露营点供观众现场露营，在红辣椒乐队和野兽男孩领衔的82组艺人的阵容下，音乐节创下了60000入场人次的新高。得益于主办方出色的组织及演出规模的不断壮大，音乐节开始拥有国际知名度。

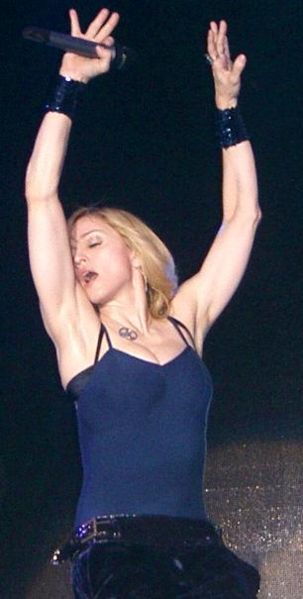
在2006年科切拉音乐节演出的麦当娜

2004年是科切拉音乐节的转折点，在电台司令、治疗乐队、发电站乐队、小妖精乐队等强大阵容吸引下，科切拉音乐节门票首次售罄，出现一票难求情况，超过11万人进场观看，音乐节历史性地转亏为盈，并且在业界享有盛誉，权威音乐性杂志《滚石》将其称为“美国最好的音乐节”。
2004年是科切拉音乐节标志性的一年，美国传奇女歌手麦当娜首次参演，另一个重磅演出单位蠢朋克的金字塔舞台重塑了电子音乐的现场体验，被誉为科切拉历史上最令人难忘的表演之一。
2007年起，科切拉音乐节延长至三天。2010年起，主办方取消单日门票销售，只发售三天连票，引起争议。2011年起，科切拉音乐节开始在YouTube平台直播演出实况。
2012年，由于门票供不应求，主办方宣布音乐节扩展至连续两周举行，每周末进行三天，两周演出阵容相同。此举被业界称为“非常冒险的举动”，但门票在不到三个小时内就销售一空。已故音乐人图派克·夏库尔通过全息投影技术在舞台上重新「复活」，这一事件使得科切拉音乐节由乐迷层面走入美国主流人群视野，
2013年，科切拉音乐节的票房总收入为6720万美元，有18万人参加，成为世界上最大的音乐节。2017年，250000名观众为音乐节带来了1.146亿美元收入，为全球首个突破一亿票房的音乐节。电影《一个巨星的诞生》在音乐节上完成拍摄。
2018年，巨星碧昂斯在音乐节上带来长达2小时、共25首曲目的大型表演现场，吸引了458000名观众同时观看直播，成为科切拉音乐节网络观看次数最多的表演。音乐节吸引了4100万观众在线观看，同样创下历史记录。
2020年，受2019冠状病毒病疫情影响，主办方宣布停办本届音乐节。为纪念音乐节20周年，YouTube与Goldenvoice共同制作并发布纪录片《科切拉音乐节：在沙漠的20年》。2022年，停办两届的音乐节正式回归。

## 舞台
在音乐节期间，几个舞台连续举办音乐表演。包括两个室外舞台，以及几个以沙漠命名的室内帐篷舞台。
- 科切拉舞台（Coachella Stage）——吸引最多观众的主舞台
- 室外剧院（Outdoor Theatre）——与科切拉舞台相邻的一个较小的室外舞台。
- 莫哈韦（Mojave）——一个中型室内帐篷舞台，以莫哈韦沙漠命名，举办多种音乐流派的表演。
- 戈壁（Gobi）——一个中型室内帐篷舞台，以戈壁命名，举办多种音乐流派的表演。
- 撒哈拉（Sahara）——以撒哈拉沙漠命名的大型室内帐篷舞台，以顶级的电子舞曲表演为主

其他新推出的舞台包括：
- 尤马（Yuma）——2013年推出的小型室内帐篷舞台，以尤馬沙漠命名，主要用于新兴的DJ表演。
- 索诺拉（Sonora）——2017年推出的一个小型室内帐篷，以索諾拉沙漠命名，用于举办朋克摇滚和拉丁音樂表演。
- 喜力屋（Heineken House）——2014年推出的小型场所，致力于“传奇性的音乐表演”和“来自各种音乐艺术家的现场混搭”。

## 环保
每年科切拉音乐节都会呼吁降低碳足迹，以减少对环境的影响。参加者选择和4人及以上共同搭车前来参与，就可获得“carpoolchella”贴纸，并有机会参加VIP门票抽奖。2007年，科切拉音乐节和“全球遗产”合伙组织项目，收集十个空水瓶可免费换取一个新瓶装水。

## 关联項目
- 西南偏南
- 格拉斯顿伯里当代表演艺术节
- Lollapalooza
- Rock am Ring